# Mölkky

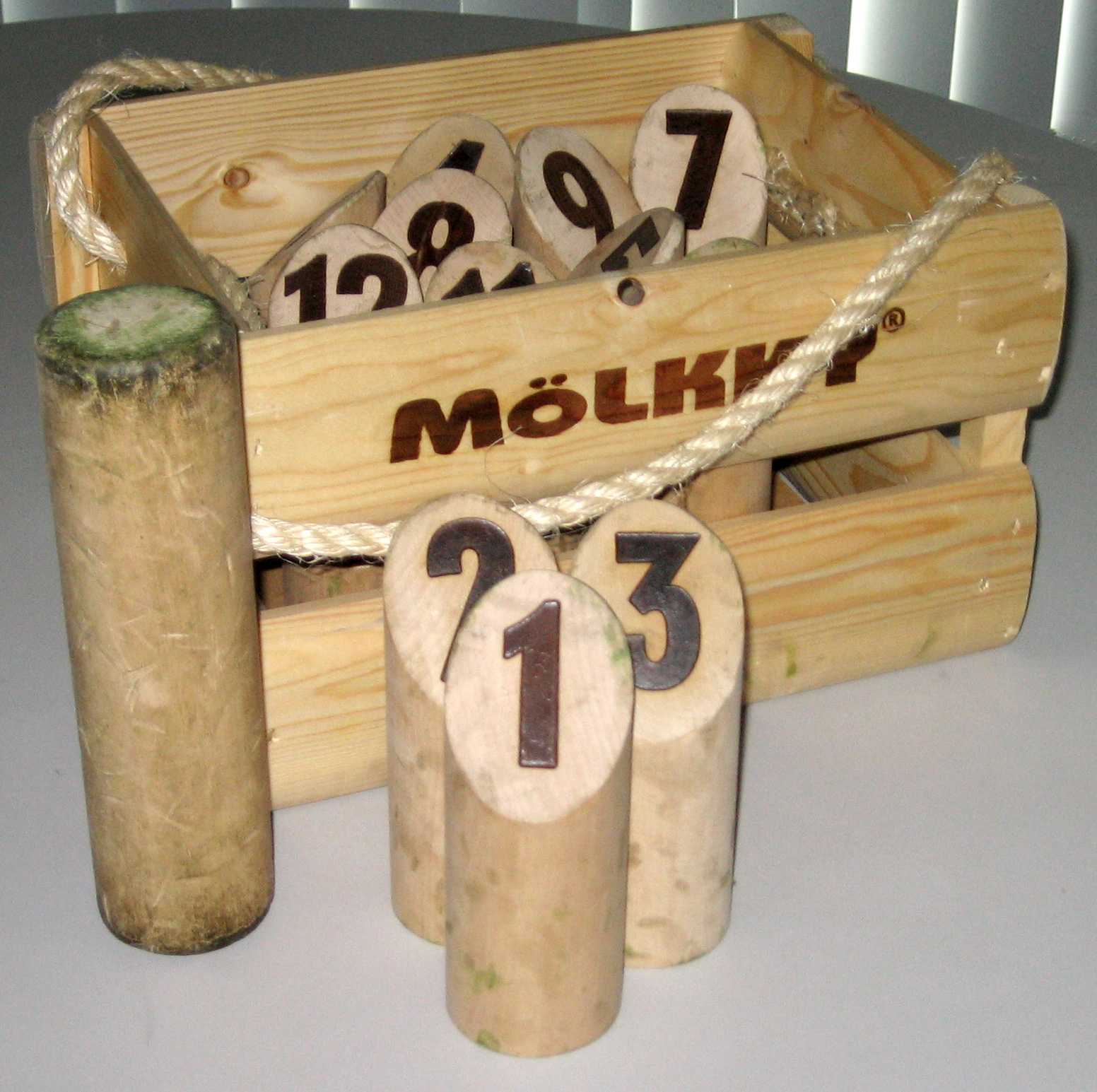
Mölkky készlet

A Mölkky (finn: [ˈmœlkːy]) egy finn szabadtéri ügyességi játék. A játékot a finn Tuoterengas cég találta ki 1996-ban.
A Mölkky a finn teke (vagy „kyykkä”) játékra hasonlít, de nem igényel akkora fizikai erőt. Népszerűsége egyre növekvő.

## A játék
A készlet elemei a következők:

Mölkky bábuk elhelyezése új játék megkezdése előtt

- egy ~55 mm átmérőjű és ~250 mm hosszú hengeres dobófa
- tizenkét darab, ~55 mm átmérőjű és ~150 mm magas hengeres mölkky bábu, melynek ferdén lecsapott végén 1-1 szám szerepel (1-12)

A játékosok pontjainak vezetéséhez hasznos papírt és íróeszközt is magunkkal vinni. De több mobil alkalmazás is létezik a legtöbb platformra, mely szintén alkalmas erre a célra.

### Szabályok
A játékosok feladata, hogy a dobófát a mölkky bábuknak dobva azokat feldöntsék, és ezáltal pontokat szerezzenek.
A játék indulásakor a mölkky bábukat szorosan egymás mellé kell felállítani egy képzeletbeli, egyenlő szárú háromszögön belülre, hasonlóan a biliárdgolyók kiindulási elrendezéséhez. Négy bábu sor alakítható ki, ahol minden bábunak a saját száma alapján meghatározott helye van. Ez a játékosoktól távolodva, balról jobbra a következő: 1-2, 3-10-4, 5-11-12-6, 7-9-8. A bábukat úgy kell fordítani, hogy a játékosok felé nézzenek a számok.
A dobójátékos helyét az első felállítás után a bábuktól 3-4 méterre kell kijelölni és a játék során mindig innen kell majd dobni.
A játékosok körönként egyszer dobnak. A dobófát tetszőleges módon el lehet hajítani. Minden dobás után az eldőlt bábukat újra fel kell állítani pontosan ott ahová a dobás következtében kerültek. Ezáltal a bábuk a játék során szétszóródnak. Pontokat a bábuk feldöntésével lehet gyűjteni. Ha csak egy bábu dől fel, akkor a játékos annyi pontot kap, amekkora szám a bábura van írva. Ha több bábu dől fel, akkor azért annyi pont jár, ahány bábu feldőlt, függetlenül a rájuk írt számtól. Az egymásra vagy a dobófára támaszkodó bábuk nem számítanak feldőltnek, a szabályosan feldőlt bábunak párhuzamosnak kell lennie a talajjal. Az a játékos nyer, aki a leggyorsabban összegyűjt pontosan 50 pontot. Ha valamelyik játékos egy dobással átlépi az 50 pontot, akkor a pontjai 25-re esnek vissza. Az a játékos, aki nem talál el egy bábut sem, az nulla pontot kap. A játékosok a zsinórban harmadik nullapontos dobás után kiesnek a versenyből.
A játék a szabadban sok helyen játszható, nem igényel speciális pályát, de a legideálisabb egy füves vagy nem túl homokos, sík terület. A hely megválasztásakor érdemes figyelembe venni, hogy a kezdeti terület, a játék során a bábuk szétszóródása miatt gyakran tíz-tizenöt méterrel is megnő.
A játékot tetszőleges számú játékos játszhatja, az ideális játékosszám 2 és 6 fő közötti.

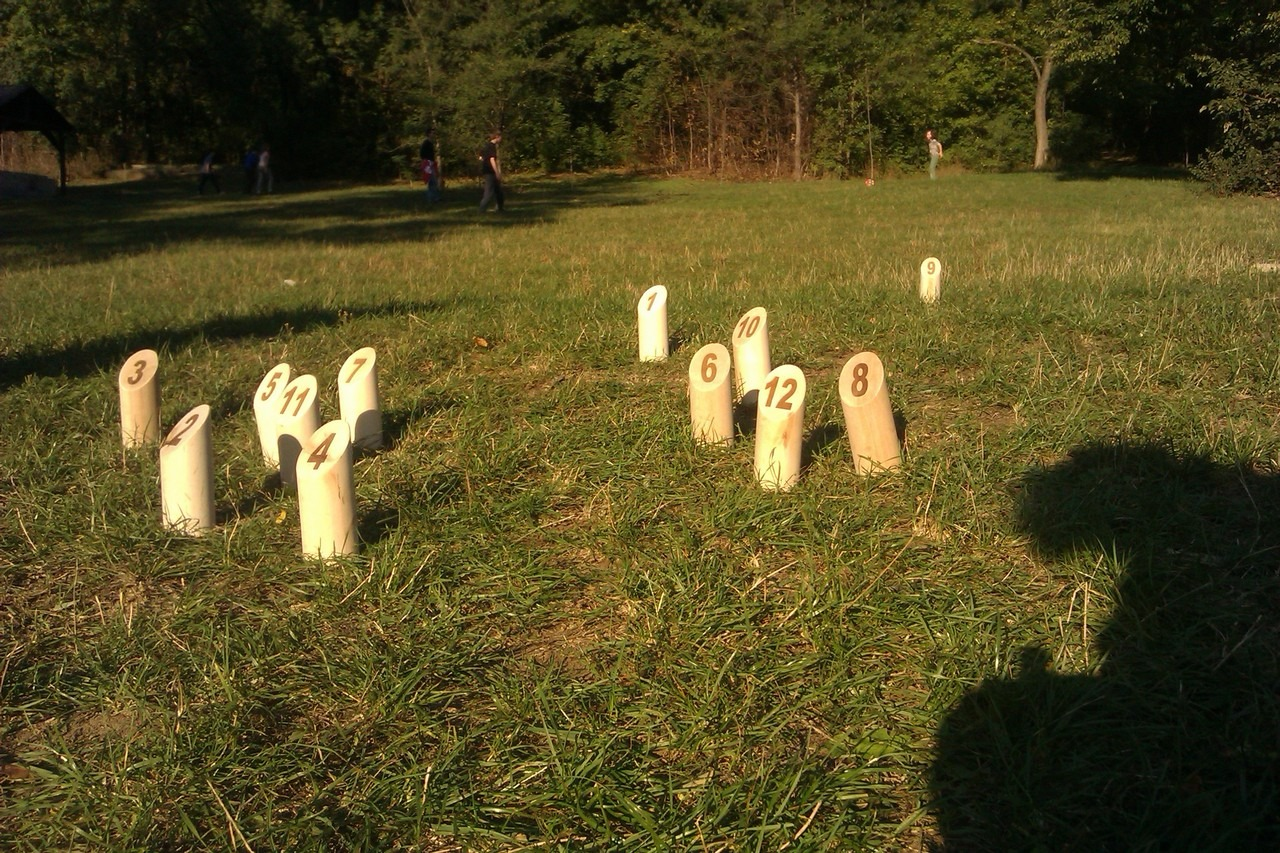
Mölkky bábuk játék közben